# جوناثان ستنباكن
جوناثان ستنباكن (بالسويدية: Jonathan Stenbäcken) مواليد 7 يناير 1988 في السويد، هو لاعب كرة يد سويدي يلعب كظهير أيسر. يلعب حاليا مع نادي لمغو لكرة اليد ويحمل الرقم 19. مثل منتخب السويد لكرة اليد. شارك في دورة الألعاب الأولمبية الصيفية سنة 2016.

## سجل المنافسة
شارك في البطولات التالية:
- بطولة أوروبا لكرة اليد للرجال 2012
- الألعاب الأولمبية الصيفية 2016

## روابط خارجية
- جوناثان ستنباكن على موقع الاتحاد الأوروبي لكرة اليد (الإنجليزية)
- جوناثان ستنباكن على موقع أوليمبيديا (الإنجليزية)
- جوناثان ستنباكن على موقع اللجنة الأولمبية السويدية (السويدية)